# 卡德雷扎泰和奥斯马泰
卡德雷扎泰和奥斯马泰（義大利語：Cadrezzate con Osmate）是意大利伦巴第大区瓦雷澤省的市镇。面积为8.25平方公里，2017年人口数量为2659人。
该市镇是在2019年由卡德雷扎泰、奥斯马泰两市镇合并而成。